# Mysmena tembei
Espèce
Synonymes
- Itapua tembei Baert, 1984

Mysmena tembei est une espèce d'araignées aranéomorphes de la famille des Mysmenidae.

## Distribution
Cette espèce est endémique du Paraguay.

## Description
Le mâle holotype mesure 0,77 mm.

## Taxinomie
Le genre monotypique Itapua a été placé en synonymie avec Mysmena par Lopardo et Hormiga en 2015.

## Étymologie
Son nom d'espèce lui a été donné en référence au lieu de sa découverte, Salto Tembey.

## Publication originale
- Baert, 1984 : Mysmenidae and Hadrotarsidae from the Neotropical Guaraní zoogeographical province (Paraguay and south Brasil) (Araneae). Revue suisse de Zoologie, vol. 91, p. 603-616 (texte intégral).